# Goossensbreen
Der Goossensbreen ist ein 7 km langer Gletscher im ostantarktischen Königin-Maud-Land. Im nordzentralen Teil des Gebirges Sør Rondane liegt er auf der Nordseite der Brattnipane.
Wissenschaftler des Norwegischen Polarinstituts benannten ihn 1988. Wahrscheinlicher Namensgeber ist Léon Goossens, Fotograf bei den Erkundungsflügen einer von 1959 bis 1961 durchgeführten belgischen Antarktisexpedition.